# Чупрынка, Григорий Аврамович
Григо́рий Авра́мович Чупрынка  (укр. Грицько Чупринка; 27 ноября 1879, село Гоголев, Остёрский уезд, Черниговская губерния, Российская империя — 28 августа 1921, Киев, УССР) — украинский  поэт, писатель, политик и военный деятель.

Критик и противник советской власти, украинский революционер, социалист и националист 1920-х годов.
Имя поэта-воина в качестве псевдонима взял украинский генерал Роман Шухевич (Чупрынка), один из организаторов УПА 1940-х годов.

## Жизнеописание
Родился в семье местных казаков(представителей казачьего стана), жителей местечка Гоголев Остёрского уезда Черниговской губернии (теперь Киевская область). Крещён в православную веру. С детства воспитывался в казачьей среде Поднепровья, среде багатой на разные виды народного творчества, рассказы и истории из героического прошлого.
Обучался в Гоголевской народной школе, в Киевской и Лубенской гимназиях. Был посажен в тюрьму за участие в революции 1905 года. С 1910 года постоянно жил в Киеве. Во время Октябрьской социалистической революции был казаком в полку имени Хмельницкого, в 1919 году руководил восстанием против большевиков на Черниговщине.
Дебютировал в печати в 1907 году, регулярно печатался в журнале «Украіньска хата». Чупрынка — автор сборников стихов «Огнецвіт», «Метеор», «Ураган» (1910), «Сон-трава», «Білий гарт» (1911), «Контрасти» (1912), поэмы «Лицар-Сам» (1913), а также литературно-критических статей и рецензий.
Арестован Киевским губернским ЧК и расстрелян 28 августа 1921 года. Новость о его расстреле стала широко известна только к концу декабря.
Книга «Твори Грицька Чупринки» вышла в 1926 году в Праге под редакцией П. Богацкого. В 1930 в Днепропетровске издана книга «Вибрані поезії».

## Сочинения
- Чупринка Грицько. Стихотворения/ Сост. и примеч. В. В. Яременко; Вступ. ст. Н. Г. Жулинского. — Киев: Радянський письменник, 1991. — 494 с., портр.